# 횃불쌈놀이
횃불쌈놀이는 오래전부터 음력 정월 대보름날 저녁에 여러 농촌지역에서 행해 왔다.
특히 충청남도 지방에는 횃불이 융성을 상징한다는 뜻에서 찬란한 문화의 꽃을 피웠던 백제시대에 기원을 두고 있다. 보름날 저녁에 각 부락에서 청소년을 중심으로 횃불을 들고 들로 나간다. 횃불을 만들기 위해서 헌 싸리비 또는 대비나 짚을 다발로 묶어 횃대를 만든다. 먼저 논두렁이나 개천 두렁에 불을 붙이고 놀다가, 양쪽 사람들의 대열이 정돈되면 횃불을 높이 들고 풍물을 치고 환성을 지르며 달려들어 서로 횃불을 빼앗으려고 실랑이를 벌이는데 이 모습이 장관을 이룬다. 차차 횃불을 빼앗겨 항복하는 이가 늘어나게 되어, 어느 한쪽의 횃불이 거의 없어지면 그친다. 이긴 편은 풍년이 들고 진편은 흉년이 든다고 하지만 청년들이 서로 흥겹게 노는 것이 목적이다.